# Аббасов, Балаоглан Мирзага оглы
Балаоглан Мирзага оглы Абба́сов (азерб. Balaoğlan Mirzağa oğlu Abbasov; 15 декабря 1919, с. Сутамырдов, Ленкоранского района — 23 ноября 1942, Сталинградская область) — советский снайпер, участник Великой Отечественной войны, старший сержант.
Был одним из инициаторов снайперского движения на Сталинградском фронте. Подготовленные Аббасовым снайперы за 40 дней боёв уничтожили 615 немецких солдат и офицеров. Сам лично Аббасов уничтожил 106 солдат Вермахта.

## Биография
Родился 15 декабря 1919 году в селе Сутамырдов, Ленкоранского района (ныне Ленкоранский район Азербайджанской Республики).
Получив начальное образование в деревне, в 1939 году он пошёл служить в Красную армию. Когда началась война, он совершенствовался в боях на Украине, усердно изучая искусство снайперской стрельбы. Он быстро стал одним из лучших стрелков в стрелковом полку.
После начала Великой Отечественной войны сражался на западном фронте. В марте 1942 года стал командиром 1-го взвода 1-й стрелковой роты 888-го стрелкового полка 298-й стрелковой дивизии Донского фронта.
Отражая немецкую танковую атаку, уничтожил 25 солдат, за что получил медаль «За отвагу». 19 ноября 1942 заменил погибшего командира взвода и вступил вместе со своим подразделением в рукопашный бой с нацистами, выбив их с занимаемых позиций.
Неоднократно под огнем врага личным примером поднимал бойцов в атаку.
23 ноября 1942 года погиб при штурме укреплённого пункта противника около хутора Культстан в Городищенском районе Сталинградской области.
Позже 25 января 1943 года приказом по войскам Донского фронта № 98/н посмертно был награждён орденом Красного Знамени.

## Награды
- Орден Красного Знамени.
- Медаль «За отвагу».

## Память
- Решением Военного Совета Степного фронта его имя навечно включено в списки Гвардейской стрелковой дивизии.
- Улица в г. Ленкорань названа его именем.
- До 1991 года в честь Аббасова был назван совхоз в пгт Ашагы-Нюведи.